# Bactrocera kuniyoshii
Bactrocera kuniyoshii är en tvåvingeart som först beskrevs av Tokuichi Shiraki 1968.  Bactrocera kuniyoshii ingår i släktet Bactrocera och familjen borrflugor. Inga underarter finns listade.